# Blignaut
Blignaut var ett sydafrikanskt formel 1-stall som deltog i fyra Sydafrikas Grand Prix i mitten av 1970-talet. 
Stallet, som tävlade i en Tyrrell-Ford-bil, bröt tre lopp och slutade på fjortonde plats i ett, det i Sydafrika 1974.

## F1-säsonger
| Säsong | Tävlingsnamn                 | Bil         | Motor                    | Däck | Poäng | VM-plac. | Förare        |
| ------ | ---------------------------- | ----------- | ------------------------ | ---- | ----- | -------- | ------------- |
| 1973   | Blignaut Lucky Strike Racing | Tyrrell 004 | Ford Cosworth DFV 3.0 V8 | G    | -     | (2:a)    | Eddie Keizan  |
| 1974   | Blignaut Embassy Racing SA   | Tyrrell 004 | Ford Cosworth DFV 3.0 V8 | G    | 0     | (3:a)    | Eddie Keizan  |
| 1975   | Lexington Racing             | Tyrrell 007 | Ford Cosworth DFV 3.0 V8 | G    | -     | (5:a)    | Ian Scheckter |
| 1976   | Lexington Racing             | Tyrrell 007 | Ford Cosworth DFV 3.0 V8 | G    | -     | (3:a)    | Ian Scheckter |